# Dysmicoccus glandularis
Dysmicoccus glandularis är en insektsart som beskrevs av Bazarov 1977. Dysmicoccus glandularis ingår i släktet Dysmicoccus och familjen ullsköldlöss. Inga underarter finns listade i Catalogue of Life.